# Магнус Манске
Хайнрих Магнус Манске (на немски: Heinrich Magnus Manske) е немски биохимик, който е сред водещите изследователи в областта на маларията. Той е старши научен сътрудник в Института „Сангър“ в Кеймбридж, Обединеното кралство, и софтуерен разработчик на една от първите версии на софтуера „МедияУики“, който захранва свободната енциклопедия Уикипедия и много други подобни сайтове, базирани на уики.

## Биография
Роден е на 24 май 1974 г. в град Кьолн, провинция Северен Рейн-Вестфалия, Западна Германия. Учи биохимия в Кьолнския университет и се дипломира през 2006 г. с докторска степен. Неговата дисертация е инструмент с отворен код за молекулярна биология, наречен GENtle.